# Pallade (fregata)
La Pallade fu la prima unità della omonima classe ad entrare in servizio nella Armada veneziana. Inizialmente classificata come fregata leggera armata con 20 cannoni in corridoio, questi furono aumentati poi fino a 44 durante le campagne contro i pirati barbareschi. Dopo la Caduta della Repubblica di Venezia il comandante dell'unità, Luc'Andrea Corner, rifiutò di eseguire l'ordine di consegnare la nave ai francesi ed autoaffondò la fregata nelle acque del porto di Cagliari.

## Storia
La costruzione della fregata leggera Pallade fu autorizzata dal Senato, e la nave venne costruita presso l'Arsenale sotto la direzione del Proto dei Marangoni Piero Beltrame.
L'unità fu varata il 3 maggio 1786, ed entrò in servizio nell'Armata Grossa il 19 agosto dello stesso anno sotto il comando del capitano ordinario Piero Colombo. Nel novembre successivo Colombo lasciò il comando della nave, sostituito dal capitano Piero Petrina.
A partire dal 1786 l'unità venne costantemente impiegata contro i pirati barbareschi inquadrata nella flotta al comando dapprima dell'ammiraglio Angelo Emo, e poi dal contrammiraglio Tommaso Condulmer.
Il 13 maggio 1787 l'unità, al comando del capitano di vascello Leonardo Correr, dopo aver scortato a Malta, insieme alla fregata grande da 56 cannoni Sirena, la similare Venere che trasportava ammalati, si recò insieme alla Sirena in visita a Cagliari dove il contrammiraglio Condulmer porse i suoi omaggi al rappresentante del Re di Sardegna, il Viceré Conte Francesco Carlo Thaon de Revel.
La Pallade continuò a prestare servizio attivo contro i pirati tunisini, andando avanti ed indietro tra la Tunisia, Malta, la Sicilia e la Sardegna al fine di proteggere il traffico mercantile veneziano dagli attacchi dei pirati barbareschi. Il 3 dicembre 1790 la Pallade ebbe un incidente di navigazione durante l'entrata notturna al porto di Cagliari. A causa del mare grosso la fregata riportò però la perdita totale del timone che si dovette poi far arrivare appositamente da Trapani. L'unità salpò da Cagliari per Trapani, dove si completarono i lavori di raddobbo, il 3 marzo 1791 e rientrò poi in servizio attivo al comando del capitano Mintoti armata con 44 cannoni.
All'atto della caduta della Repubblica di Venezia, avvenuta il 12 maggio 1797, la fregata si trovava in navigazione quando fu raggiunta dalla notizia. Il Capitano Luc'Andrea Corner decise di non rientrare a Corfù ma raggiunse Cagliari con una piccola squadra navale, mettendosi sotto la protezione del Viceré, il Marchese Filippo Vivalda. Nel mese di novembre giunse a Cagliari un rappresentante del Governo provvisorio veneziano, il signor Branza, il quale presentò richiesta formale di sostituire il comandante Corner dal suo incarico. Al fine di evitare la consegna della nave ai francesi, che l'avevano già ribattezzata Pallas, il comandante Corner congedò l'equipaggio ed autoaffondò la fregata.
Il relitto fu recuperato nel corso del 1800 e demolito, mentre i 24 cannoni furono trasportati a Venezia nel 1802.

### Annotazioni
1. ↑  I cannoni andarono successivamente dispersi.

### Fonti
1. 1 2 3  http://www.veneziamuseo.it/ARSENAL/schede_arsenal/fregate.htm.
2. ↑  Levi 1896, p. 39.
3. 1 2 3  Levi 1896, p. 40.
4. ↑  Cau 2011, p. 162.
5. 1 2 3  Cau 2011, p. 164.
6. ↑  Cau 2011, p. 172.
7. ↑  Cau 2011, p. 173.
8. ↑  Cau 2011, p. 174 , la Pallade rimase gravemente dannaggiata da una burrasca, e dopo le necessarie riparazioni effettuate presso l'isola di San Pietro raggiunse la squadra navale dell'ammiraglio Emo in acque tunisine.
9. ↑  Levi 1896, p. 50.
10. 1 2  Cau 2011, p. 183.
11. 1 2  Cau 2011, p. 184.